# The Chain (Evanescence)
The Chain è un singolo del gruppo musicale statunitense Evanescence, pubblicato il 22 novembre 2019.

## Descrizione
Si tratta di una reinterpretazione dell'omonimo brano dei Fleetwood Mac contenuto nell'album Rumours del 1977 e realizzata originariamente per il videogioco Gears 5. Rispetto alla versione originale, il brano presenta sonorità più cupe e tipicamente alternative metal, con un maggior impiego degli strumenti ad arco. Riguardo alla realizzazione della cover, la cantante Amy Lee ha dichiarato:

## Tracce
1. The Chain – 4:12

## Successo commerciale
Negli Stati Uniti The Chain ha debuttato al primo posto della classifica Rock Digital Song Sales con 9 000 copie digitali vendute, diventando il primo singolo degli Evanescence a raggiungere la vetta di tale classifica. Il brano ha esordito inoltre al nono posto della Hot Rock & Alternative Songs, segnando così il primo ingresso del gruppo nella Top 10.

## Classifiche
| Classifica (2019-20)             | Posizione massima |
| -------------------------------- | ----------------- |
| Repubblica Ceca (modern rock)    | 16                |
| Stati Uniti (mainstream rock)    | 36                |
| Stati Uniti (rock & alternative) | 9                 |